# Presa d'ostatges del teatre Dubrovka
La Presa d'ostatges del teatre Dubrovka es refereix a l'assalt amb ostatges que el 23 d'octubre de 2002 va cometre un grup de guerrillers txetxens a Moscou, durant una representació de l'obra Nord-Ost. Més de 900 persones van romandre dos dies i mig com a ostatges d'un grup d'homes i dones armats, que exigien la sortida de les tropes russes de Txetxènia. Després de tres dies de negociacions, la intervenció de les forces especials russes, utilitzant gasos, va posar fi a la vida de 130 ostatges i 41 assaltants. L'assalt txetxè fou posteriorment reivindicat pel cabdill txetxè Xamil Bassàiev.

## Desenvolupament de la Crisi

### 23 d'Octubre
Liderats per Movsar Baràiev, els assaltants van entrar a l'edifici a les 21.00 h, armats amb granades i amb explosius adherits al cos. També van col·locar explosius a punts estratègics de l'edifici. Gairebé la meitat del grup eren dones. Alguns actors que no eren a escena van poder fugir per una finestra, alertant a la policia dels fets. Altres persones del públic van alertar també la premsa i la policia mitjançant telèfons mòbils. Alguns ostatges de religió musulmana i una quinzena de nens van ser alliberats pels segrestadors.

### 24 d'Octubre
Els segrestadors van exigir la presència de representants de la Creu Roja i de Metges Sense Fronteres. Destacats polítics com Ruslan Àuxev, expresident ingúix, o Aslanbek Aslàkhanov, diputat per Txetxènia a la Duma, entre d'altres, van prendre part en les negociacions, durant les quals els segrestadors prometeren alliberar els ostatges estrangers. També demanaren la presència d'Akhmad Kadírov, cap de l'administració txetxena. Durant aquest segon dia una civil no identificada entrà a l'edifici i fou morta a trets pels segrestadors. El Consell de Seguretat de les Nacions Unides adoptà una resolució de suport al govern rus davant la situació.

### 25 d'Octubre
El pediatre Leonid Roshal i diversos metges entraren a l'edifici, duent medicaments necessaris per als ostatges. La cadena NTV entrevistà Movsar Baràiev, que exposà les seves reivindicacions i es mostrà disposat alliberar més ostatges. Aquest dia es va incorporar a les negociacions la periodista Anna Politkovskaia. Els segrestadors alliberen més ostatges, entre ells vuit nens.

### 26 d'Octubre
Akhmed Zakàiev, representant del president txetxè Aslan Maskhàdov, afirmà en les seves conversacions amb representants del Kremlin que Maskhàdov havia apel·lat als segrestadors a no cometre imprudències. Al voltant de les 5.30 h, segons diversos testimonis, s'inicià l'operació de les Spetsnaz que, després d'algun intercanvi de trets, introduïren un gas anestèsic mitjançant els conductes d'aire. El gas va ser el causant de la majoria de les morts, encara que les forces especials van matar diversos segrestadors a trets.

## Conseqüències
| Nombre de Morts | Nombre de Morts |
| --------------- | --------------- |
| Ostatges        | 130             |
| Segrestadors    | 41              |

El mètode emprat per a alliberar els ostatges va rebre nombroses crítiques, despertant una gran controvèrsia el tipus de gas que s'havia utilitzat, i que les autoritats russes es van negar a identificar inclús durant les cures als ostatges ferits. Posteriorment s'ha aclarit que el gas utilitzat va ser el Kolokol-1, un derivat del Fentanil, desenvolupat per la KGB els anys setanta. La letalitat del Kolokol-1 és encara motiu de discussió entre familiars de les víctimes i les autoritats russes. Tot i que Xamil Bassàiev es va atribuir l'assalt, les autoritats russes van reclamar al govern de Dinamarca l'extradició del representant txetxè Akhmed Zakàiev, al que acusaven d'haver planificat l'atac, però aquesta no es va produir perquè no es van considerar provades les acusacions.
L'any 2003 el periodista polonès Andrzej Zaucha va fer el documental Moscou. Nord-Ost.